# Masquerade (canción de Ashley Tisdale)
«Masquerade» —en español: «Mascarada» es una canción promocional del segundo álbum Guilty Pleasure, de la cantante y actriz nortemaericana Ashley Tisdale. La canción fue lanzada oficialmente en descarga digital el 15 de junio de 2009 por medio de las tiendas Amazon y iTunes en los Estados Unidos.

## Información de la canción
La canción fue escrita por Shelly Peiken en conjunto con Leah Haywood y Daniel James, y producida por Dreamlab en Los Ángeles, Estados Unidos, contiene una melodía pop rock, una instrumentación que consta de guitarras eléctricas y una batería.
La canción fue la ganadora de un concurso realizado a finales de mayo de 2009 en el sitio web oficial de Ashley Tisdale, en donde los mismos fanes escogían una canción que les gustaría oír. Durante el día 23 de junio de 2009, sufre una fuerte alza en las descargas digitales, provocando que esta suba desde la posición número 757 a la número 92 en pocas horas, en la lista de las canciones más descargadas por medio de la tienda digital iTunes en los Estados Unidos.

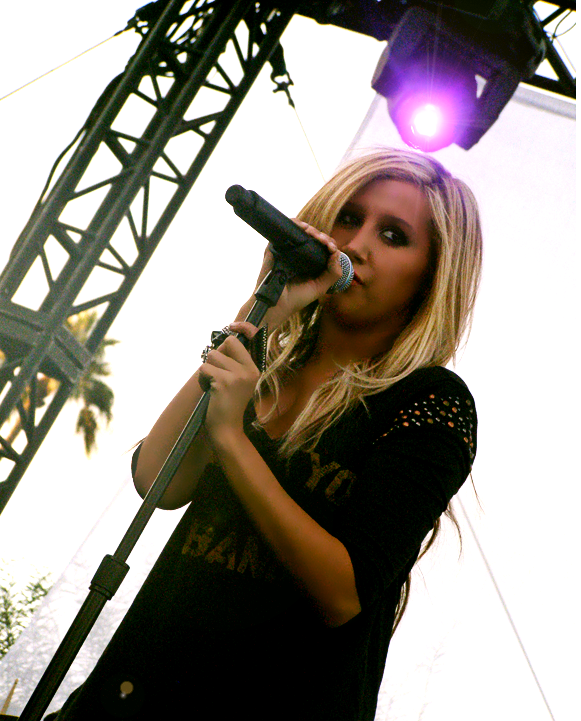
Ashley Tisdale cantando "Masquerade" en una de sus presentaciones en vivo.

### Promoción
La canción fue presentada por Tisdale en vivo en el Kiss Concert 2009 y en varios programas de televisión tales comoTRL Italia y Good Morning America, durante los meses de mayo y junio de 2009.

## Formato y lista de canciones
Promo Digital Warner Bros. Records B002DXFQCO (WEA)
Lanzamiento: 15 de junio de 2009
| Descarga digital |              |               |       |
| 1                | "Masquerade" | Album Version | 02:56 |